# Wamyō ruijushō
Le Wamyō ruijushō (和名類聚抄, wamyōrui-jushō) est un dictionnaire de sinogrammes japonais datant de 938. Minamoto no Shitagō (源順, 911-983 CE), un lettré de l'époque de Heian, en dirige la compilation de 934 à 938 à la demande de la fille de l'empereur Daigo. Le titre Wamyō ruijushō est souvent abrégé en Wamyōshō et connaît des variantes graphiques en kanjis, puisqu'il peut être écrit avec le wa (和) signifiant « harmonie ; Japon » ou avec le wa (倭) signifiant « nain ; Japon » ; ainsi qu'avec le shō (鈔) « copier ; résumer », aussi bien qu'avec le shō (抄) « copier ; annoter ».
Le Wamyō ruijushō est le plus ancien dictionnaire japonais organisé en rubriques sémantiques, analogues à un thésaurus lexicographique d'une langue occidentale. Cet ancien système de collation lexicographique s'est développé en dictionnaires chinois comme l'Erya, le Xiao Erya (en) et le Shiming (en). Le Wamyōshō catégorise le vocabulaire en kanjis, principalement des noms, en grandes rubriques (bu, 部) divisées en sous-rubriques (rui, 類). La rubrique tenchi (天地, « ciel et terre ») par exemple compte huit divisions sémantiques telles que seishuku (星宿, « étoiles et constellations »), un'u (雲雨, « nuages et pluie ») et fūsetsu (風雪, « vent et neige »).
Chaque entrée de dictionnaire donne les caractères chinois, les sources citées, les prononciations chinoises (avec une épellation homonyme ou fanqie ), les définitions et lectures japonaises correspondantes (dans l'ancien système du Man'yōgana utilisant 5 kanjis pour représenter la prononciation japonaise). Il cite plus de 290 sources, tant chinoises (par exemple le Shuowen Jiezi) que japonaise (le Man'yōshū).
Le Wamyō ruijushō nous est parvenu à la fois dans une édition en 10 volumes 十巻本 et une édition en 20 volumes 二十巻本. La plus importante est publiée en 1617 accompagnée d'un commentaire de Nawa Dōen (那波道円, 1595-1648) et sert durant l'époque d'Edo jusqu'à la publication en 1883 de l'édition en 10 volumes annotée par Kariya Ekisai (狩谷棭齋, 1775-1835), aussi connue sous le nom de Senchū wamyō ruijushō (箋注倭名類聚抄, « commentaire annoté du Wamyō ruijushō »).
L'édition en 10 volumes compte 24 rubriques principales divisées en un total de 128 sous-rubriques tandis que la version en 20 volumes en compte 32 et 249 respectivement. Le tableau ci-dessous illustre la façon dont les mots sont sémantiquement classés dans l'édition en 10 volumes.

## Titre
Le titre du dictionnaire peut aussi s'écrire Wamyō ruijushō (倭名類聚鈔) et Wamyō ruijushō (倭名類聚抄). De plus, il est souvent abrégé en Wamyōshō (和名抄).

## Organisation
Le Wamyō ruijushō est le premier dictionnaire japonais classé par thème, à la manière d'un thésaurus lexicographique. Par thème élémentaire (部, bu) et sous thème (類, rui).
Chaque entrée est accompagnée de sources, de la prononciation chinoise, de sa définition et de la prononciation japonaise décrite avec des man'yōgana.
|    | Rōmaji   | Kanji | Traduction            | Sujets                                               |
| -- | -------- | ----- | --------------------- | ---------------------------------------------------- |
| 1  | Tenchi   | 天地  | Univers               | Constellations, temps, divinités, terre, topographie |
| 2  | Jinrin   | 人倫  | Humains               | Genre, parenté, famille, mariage                     |
| 3  | Keitai   | 形体  | Corps                 | Parties du corps, organes des sens, organes internes |
| 4  | Shippei  | 疾病  | Maladie               | Maux, blessures                                      |
| 5  | Jutsugei | 術藝  | Arts                  | Arts, beaux-arts, talents                            |
| 6  | Kyosho   | 居處  | Architecture          | Maisons, murs, portes, routes                        |
| 7  | Sensha   | 舟車  | Véhicules             | Bateaux, chariots, charrettes                        |
| 8  | Chinpō   | 珍寶  | Trésors               | Métaux précieux, bijoux                              |
| 9  | Fuhaku   | 布帛  | Textiles              | Broderie, soies, tissus tissés                       |
| 10 | Shōzoku  | 装束  | Habillement           | Chapeaux, vêtements, ceintures, chaussures           |
| 11 | Inshoku  | 飲食  | Aliments et boissons  | Liqueurs, boissons, grains cuits, fruits, viandes    |
| 12 | Kibei    | 器皿  | Ustensiles            | Objets en métal, laque, bois, tuile et bambou        |
| 13 | Tōka     | 燈火  | Illumination          | Lampes, lumières, éclairage                          |
| 14 | Chōdo    | 調度  | Choses et fournitures | Outillage, outils, armes, ustensiles, meubles        |
| 15 | Uzoku    | 羽族  | Oiseaux               | Oiseaux, plumes, ornithologie                        |
| 16 | Mōgun    | 毛群  | Animaux sauvages      | Animaux sauvages, parties du corps                   |
| 17 | Gyūsha   | 牛馬  | Animaux domestiques   | Bovins, chevaux, moutons, parties du corps, maladies |
| 18 | Ryōgo    | 龍魚  | Animaux aquatiques    | Dragons, poissons, reptiles, amphibiens              |
| 19 | Kibai    | 龜貝  | Coquillages           | Tortues, coquillages                                 |
| 20 | Chūchi   | 蟲豸  | Animaux divers        | Insectes, vers, petits reptiles                      |
| 21 | Tōkoku   | 稲穀  | Grains                | Riz, céréales                                        |
| 22 | Saiso    | 菜蔬  | Légumes               | Tubercules, algues, plantes comestibles              |
| 23 | Kayu     | 果蓏  | Fruits                | Fruits, melons                                       |
| 24 | Sōmoku   | 草木  | Plantes               | Herbes, mousses, vignes, fleurs, arbres              |

Le dictionnaire largement inclusif Wamyō ruijushō est le prédécesseur des encyclopédies japonaises (en). De nos jours, il fournit aux linguistes et aux historiens un témoignage précieux de la langue japonaise d'il y a plus de 1 000 ans. Pour plus de détails, voir Bailey (1960, p. 4-6, 18-19) en anglais et Okimori (1996, p. 287-288) en japonais.